# 桐山トモユキ
桐山 トモユキ（きりやま ともゆき、1987年9月18日 - ）は、日本の俳優、殺陣師。またデザイン制作やイベントや映画の企画制作といった事も行っている。

## 人物
愛知県名古屋市出身。
2013年にPerformance unit ADAMを結成。
メンバーのぐれん、伊藤友里恵らと共に都内、千葉県を中心に数々のステージを踏むが2015年に解散。
2016年別の殺陣団体SAMURAI Performance TEAM 夜刀神を結成。
また2017年には舞台をメインとする団体TEAM風雷Bowも立ち上げる。

## 出演

### 映画
- 感染 -彼女はいま"シャチ"になる-（2020年6月、自主映画、監督：黒沢秋） - 感染者キリヤマ 役[1]、アクション監督兼任